# Paralelní komunikace
Paralelní komunikace nebo paralelní přenos je v telekomunikacích a informatice proces přenosu dat, kdy je několik bitů posíláno najednou (tj. několik zároveň) pomocí komunikačního kanálu nebo sběrnice. Je v přímém protikladu se sériovou komunikací, kde jsou jednotlivé bity odesílány postupně (sekvenčně).
Paralelní komunikační rozhraní obsahuje několik drátů. Osmibitový paralelní kanál vysílá osm bitů (neboli jeden bajt) současně, zatímco sériový kanál posílá bity jeden za druhým. Pokud by byly oba kanály provozovány na stejné frekvenci, paralelní kanál by byl osmkrát rychlejší než sériový. Paralelní kanál obsahuje typicky další řídící signály, jako jsou hodiny, které ukazují, že data jsou platná, a možná i další signály pro řízení toku a směrové řízení přenosu dat.

## Příklady paralelních komunikačních systémů
- počítačové sběrnice: ISA, ATA, SCSI, PCI a FSB
- univerzální měřicí systém GPIB

## Srovnání se sériovým přenosem
Ještě před vysokorychlostními sériovými technologiemi, byla volba paralelního propojení přes sériové linky ovlivňována těmito faktory:
RychlostNa první pohled, rychlost paralelního datového spojení je rovna počtu bitů zaslaných najednou krát přenosová rychlost každé jednotlivé linky. Zdvojnásobení počtu bitů odeslaných najednou, zdvojnásobuje rychlost přenosu dat. V praxi hodiny snižují rychlost každé linky podle nejpomalejší z nich.
Délka kabeluOmezení paralelního přenosu je dáno vzdáleností, protože kterékoli zpoždění na některém z drátů znamená nesrozumitelný znak při příjmu. To klade horní limit na délku paralelního datového spojení, které je obvykle kratší než sériové připojení.
SložitostParalelní datová spojení, jsou snadno realizovány v hardwaru, což je logickou volbou. Vytvoření paralelního portu v počítačovém systému je poměrně jednoduché, vyžaduje pouze klopný obvod na kopírování dat na datovou sběrnici. V kontrastu, musí být většina sériové komunikace nejprve převedena zpět do paralelní podoby univerzální pomocí asynchronního přijímače/vysílače (USART), před tím, než může být připojen přímo k datové sběrnici.
Klesající náklady na výrobu integrovaných obvodů v kombinaci s větší poptávkou spotřebitelů po rychlosti a délce kabelu, vedlo ke kritice paralelního přenosu ve prospěch přenosu sériového (například paralelní port IEEE 1284 (LPT) vs. USB, Parallel ATA vs. Serial ATA a SCSI vs. FireWire.
Na druhé straně, paralelní datový přenos našel uplatnění v rádiové komunikaci. Spíše než přenášet jeden bit za druhým (jako v Morseově abecedě nebo BPSK) se v současné době používají techniky jako PSM, PAM a MIMO, které posílají několik bitů paralelně (každá taková skupina bitu se nazývá symbol). Tyto techniky mohou být rozšířeny k vysílání celých bajtů (256-QAM). Techniky, jako OFDM, byly použity v ADSL pro přenášení přes 224 bitů paralelně a u DVB-T vysílající přes 6048 bitů paralelně.